# Will Hutchins
Will Hutchins (* 5. Mai 1930 in Los Angeles, Kalifornien als Marshall Lowell Hutchason; † 21. April 2025 in Manhasset, New York) war ein US-amerikanischer Schauspieler, der besonders durch seine Darstellung der Titelfigur in der Westernserie Sugarfoot (1957–1961) bekannt wurde.

## Leben
Hutchins besuchte das Pomona College in Pomona, wo er bereits erste Schauspielkurse belegte. Nach seinem Wehrdienst, den er bei der United States Army absolvierte, studierte er Film an der University of California in Los Angeles. 1956 erhielt er einen Filmvertrag bei Warner Bros. und nach einigen Gastrollen in Fernsehserien wurde er für die Hauptrolle der Westernserie Sugarfoot besetzt. Mittels Handlungsüberschneidungen trat er als Tom „Sugarfoot“ Brewster auch in Episoden der Serien Maverick, Cheyenne und Bronco auf. Nach dem Ende der Serie 1961 war er zwischen 1966 und 1967 in der Hauptrolle der Sitcom Hey, Landlord zu sehen. Diese wurde nach der ersten Staffel mit 31 Episoden eingestellt. Von 1968 bis 1969 spielte er Dagwood Bumstead in der auf dem gleichnamigen Comic basierenden Sitcom Blondie. Diese Serie wurde nach bereits 13 Folgen eingestellt.
Sein Spielfilmdebüt hatte er 1957 in einer im Abspann nicht genannten Nebenrolle im Filmdrama Bomber B-52 neben Karl Malden und Natalie Wood. Eine größere Nebenrolle spielte er im darauf folgenden Jahr in der Komödie Blindgänger der Kompanie an der Seite von Andy Griffith. In den 1960er Jahren war er in zwei Elvis-Presley-Filmen zu sehen und spielte neben Jack Nicholson eine der Hauptrollen im Western Das Schießen. Als seine Hollywoodkarriere ins Stocken kam, trat er zeitweise als Clown im Zirkus auf und war nur noch gelegentlich auf der Leinwand zu sehen. Zu seinen späteren, kleinen Rollen zählen ein Auftritt im Abenteuerfilm Roar – Die Löwen sind los mit Tippi Hedren sowie im Western Maverick – Den Colt am Gürtel, ein As im Ärmel mit Mel Gibson und Jodie Foster. Zuletzt trat er 1999 und 2010 schauspielerisch in Erscheinung, sein Schaffen umfasst rund 40 Produktionen.
Hutchins war in zweiter Ehe verheiratet, aus erster Ehe mit der jüngeren Schwester von Carol Burnett hatte er ein Kind. Er starb am 21. April 2025 an Ateminsuffizienz, rund zwei Wochen vor seinem 95. Geburtstag.

## Filmografie (Auswahl)

### Fernsehen
- 1956–1957: Conflict (3 Folgen)
- 1957–1961: Sugarfoot (Fernsehserie, 50 Folgen)
- 1959: 77 Sunset Strip (Folge 2x03)
- 1960: Maverick (2 Folgen)
- 1961: Cheyenne (Folge 5x07)
- 1961: Bronco (Folge 3x07)
- 1961: Surfside 6 (Folge 1x27)
- 1963: Rauchende Colts (Gunsmoke, Folge 8x24)
- 1963: Alfred Hitchcock zeigt (The Alfred Hitchcock Hour, Folge 1x24)
- 1966: Perry Mason (Folge 9x20 Der Fall mit dem poussierenden Pianisten)
- 1966–1967: Hey Landlord (31 Folgen)
- 1968–1969: Blondie (Fernsehserie, 16 Folgen)
- 1973: Horror in 37.000 Fuß (The Horror at 37,000 Feet, Fernsehfilm)
- 1973: The New Perry Mason (Folge 1x06)
- 1974: Notruf California (Emergency!, Folge 3x18)
- 1974: Abenteuer der Landstraße (Movin' On, 2 Folgen)
- 1976: Die Straßen von San Francisco (The Streets of San Francisco, Folge 4x20 Clown des Todes)

### Film
- 1957: Bomber B-52 (Bombers B-52)
- 1958: Lafayette Escadrille
- 1958: Blindgänger der Kompanie (No Time for Sergeants)
- 1961: Claudelle und ihre Liebhaber (Claudelle Inglish)
- 1962: Durchbruch auf Befehl (Merrill’s Marauders)
- 1966: Das Schießen (The Shooting)
- 1966: Sag niemals ja (Spinout)
- 1967: Nur nicht Millionär sein (Clambake)
- 1973: Calahan (Magnum Force)
- 1977: The Happy Hooker Goes to Washington
- 1981: Roar – Die Löwen sind los (Roar)
- 1994: Maverick – Den Colt am Gürtel, ein As im Ärmel (Maverick)
- 2010: The Romantics

## Auszeichnungen
- 2002: Golden Boot Award für sein Lebenswerk